# Плужников, Тимофей Григорьевич
Тимофей Григорьевич Плужников (19 февраля 1914, с. Кантемировка, Воронежская губерния — 30 сентября 1966, Москва) — советский военачальник, полковник. Герой Советского Союза (1944).

## Биография
Тимофей Григорьевич Плужников родился 19 февраля 1914 года в селе Кантемировка (ныне — Воронежской области) в семье крестьянина.
Окончил педагогический техникум в городе Богучар, после чего работал в районной газете.

### Довоенное время
В 1933 году Плужников был призван в ряды РККА.
В 1936 году окончил Московскую артиллерийскую школу, а в 1941 году — курсы при Военной академии имени Ф. Э. Дзержинского.
В 1941 году вступил в ряды ВКП(б).

### Великая Отечественная война
С июля 1941 года Тимофей Григорьевич Плужников принимал участие в боях на фронтах Великой Отечественной войны. В 1941—1942 годах в связи с переформированием 753-го пушечно-артиллерийского полка находился в городе Ижевск Удмуртской АССР.
Командуя 293-м гаубичным артиллерийским полком (9-я гаубичная артиллерийская бригада, 5-я артиллерийская дивизия, 4-й артиллерийский корпус прорыва, 8-я гвардейская армия), подполковник Тимофей Григорьевич Плужников участвовал в прорыве обороны противника в ходе Люблинско-Брестской операции в июле 1944 года, а также в форсировании Западного Буга у села Гуща и захвате плацдарма.
Указом Президиума Верховного Совета СССР от 26 октября 1944 года за образцовое выполнение боевых заданий командования на фронте борьбы с немецко-фашистскими захватчиками и проявленные при этом мужество и героизм, подполковнику Тимофею Григорьевичу Плужникову присвоено звание Героя Советского Союза с вручением ордена Ленина и медали «Золотая Звезда» (№ 3102).

### Послевоенная карьера
С окончанием Великой Отечественной войны Тимофей Григорьевич Плужников продолжил службу в рядах Советской Армии.
В 1960 году полковник Плужников вышел в запас.
Жил в Москве, где умер 30 сентября 1966 года. Похоронен на Введенском кладбище (участок 18).

## Награды
- Медаль «Золотая Звезда»;
- орден Ленина;
- три ордена Красного Знамени;
- орден Суворова 3 степени;
- орден Кутузова 3 степени;
- Орден Александра Невского;
- орден Отечественной войны 1 степени;
- орден Красной Звезды;
- медали.

## Память
- В Москве, на доме, где жил Плужников Т. М. (1-й Краснокурсантский проезд, д. 1/5), установлена мемориальная доска.
- В посёлке Кантемировка Воронежской области на аллее Славы установлен бюст Героя[2].